# Gru (araldica)
In araldica la gru (detta anche grue) simboleggia la vigilanza ed è rappresentata ritta sulla zampa sinistra, mentre con la destra tiene un sasso il cui rumore la sveglierebbe nel caso si addormentasse e lo lasciasse cadere. Il sasso, nella blasonatura araldica, è detto proprio vigilanza, anche se di norma si blasona solo se manca (o se è di un altro smalto rispetto alla gru).
Nelle rappresentazioni araldiche la gru è talora confusa con la cicogna, dalla quale si differenzia proprio per la vigilanza e per la minore lunghezza del becco.

## Esempi

Gru d'argento (stemma di Grugliasco)
Due gru (Portogruaro)
D'oro, alla banda ondata d'azzurro, accompagnata in capo da un castello fondato sulla roccia, al naturale, e cimato da una gru colla sua vigilanza d'argento (Lavagna)
Gru d'argento, con la sua vigilanza d'oro (Żurawica, Polonia)
Gru d'oro
Di rosso, caricato di una gru al naturale, cappato d'argento (Gourbeyre, Francia)
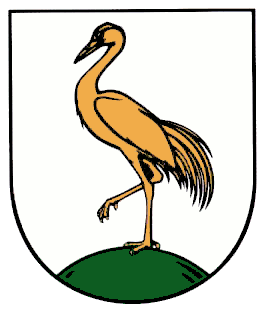
Gru con la zampa alzata ma priva della vigilanza (Wurzbach, Germania)
Gru tenente nella zampa un ferro di cavallo (Neugersdorf, Germania, stemma in uso fino al 2011[2])
Di rosso, alla gru passante d'argento, tenente nel becco una cipolla d'oro in fascia (Tervola, Finlandia)

## Traduzioni
- Francese: grue
- Inglese: crane
- Tedesco: Kranich
- Spagnolo: grúa
- Olandese: kraan, hijskraan